# Giv'atajim
Giv'atajim (hebrejsky גִּבְעָתַיִם, doslova „dva kopce“, v oficiálním přepisu do angličtiny Giv'atayim je město v Izraeli v Telavivském distriktu. Starostou je Ran Kunik.

## Geografie

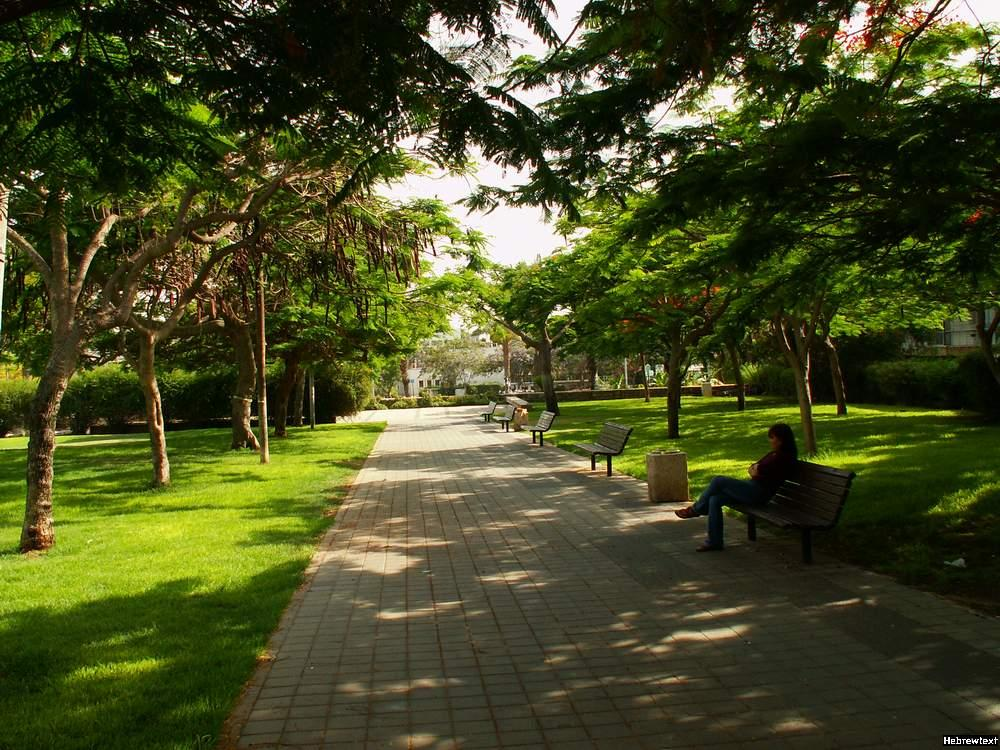
Veřejný park v Giv'atajim

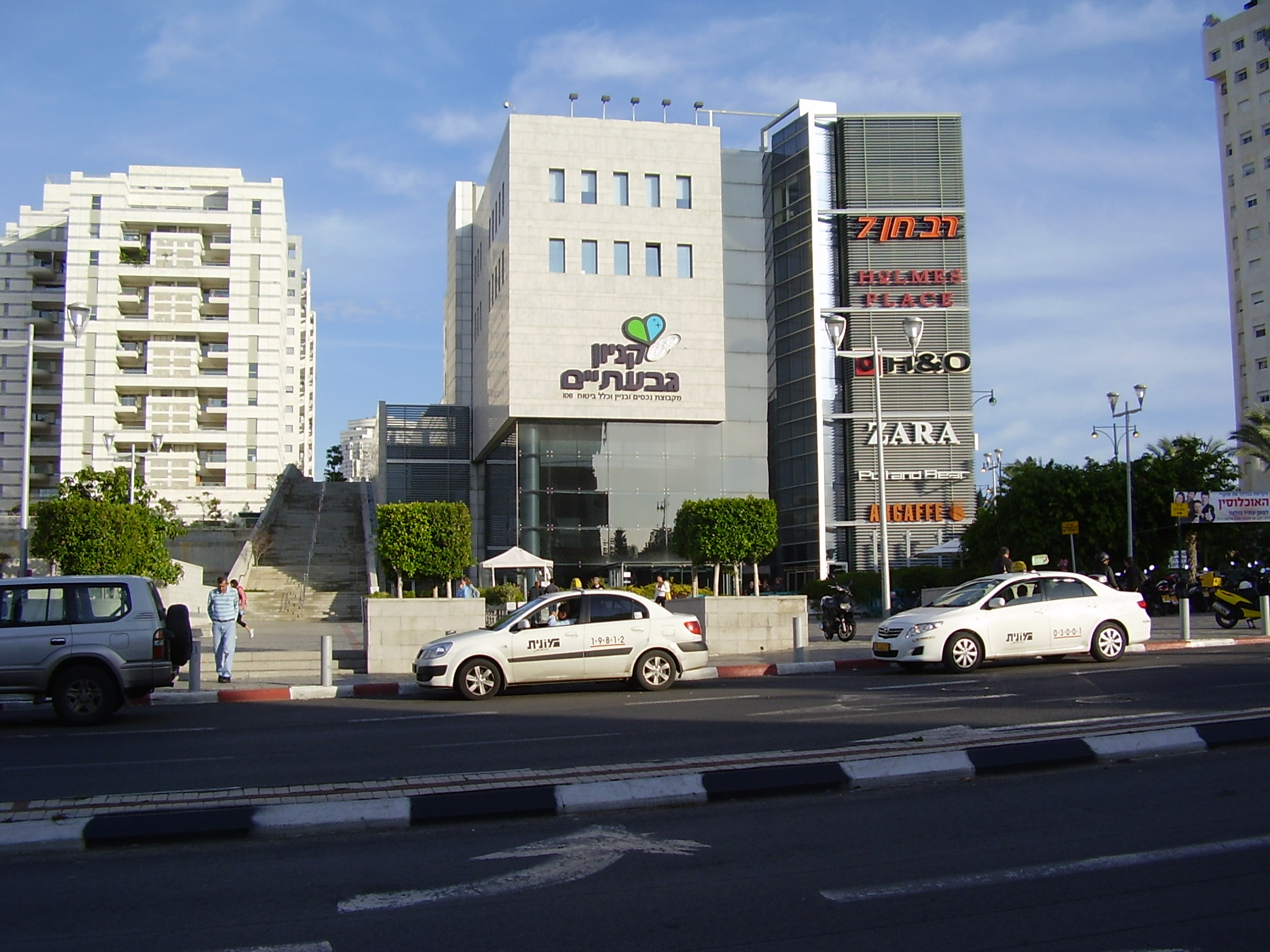
Nákupní centrum v Giv'atajim

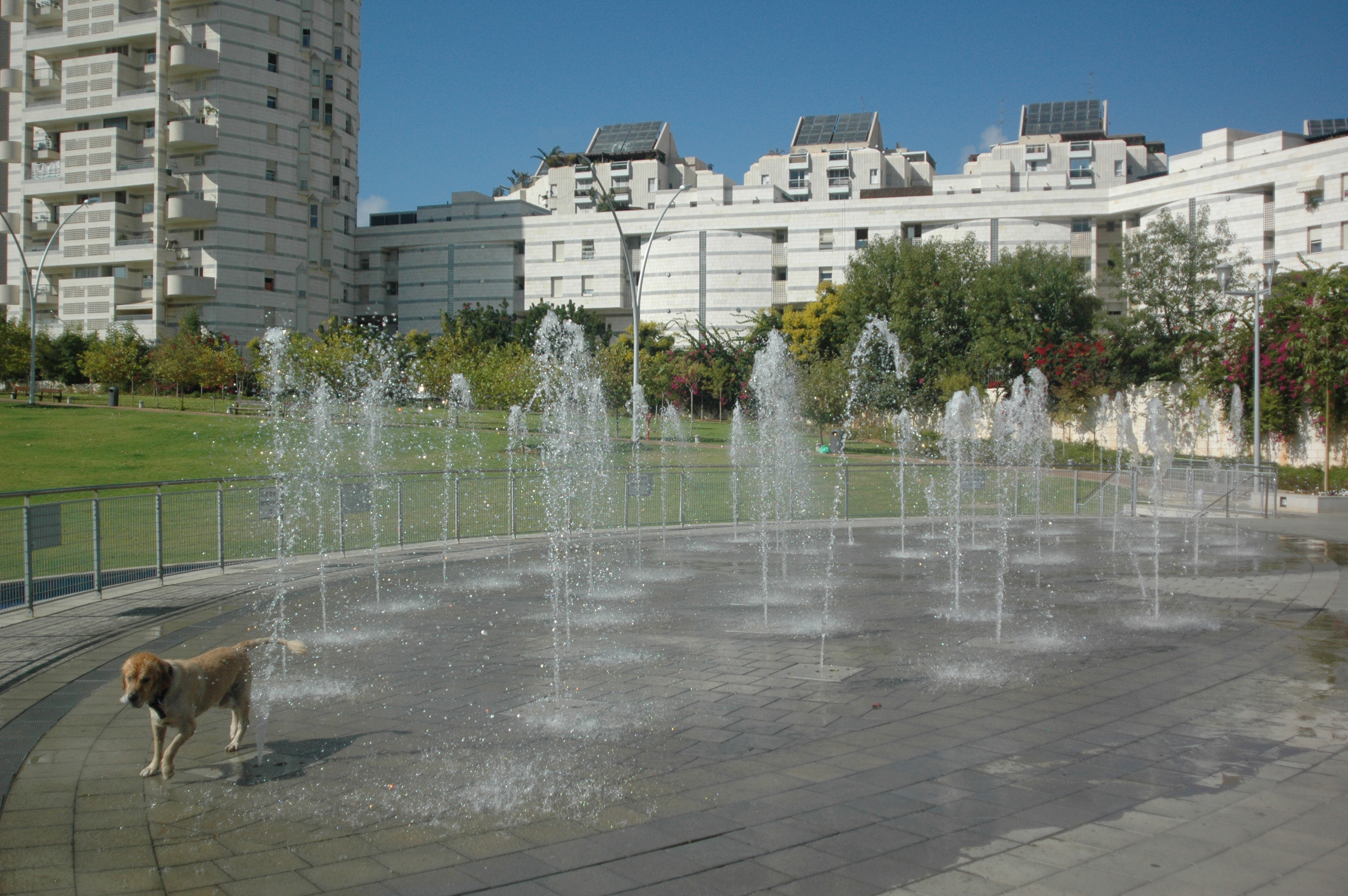
Fontána v parku v Giv'atajim

Leží v nadmořské výšce 10 metrů na východním okraji Tel Avivu v metropolitní oblasti Guš Dan, nedaleko od pobřeží Středozemního moře. Leží v hustě osídlené oblasti, která je etnicky zcela židovská.
Město je na dopravní síť napojeno pomocí četných komunikací v rámci aglomerace Tel Avivu, zejména dálnice číslo 20, probíhají po západním okraji města společně s železniční tratí a korytem toku Nachal Ajalon. Zde se nachází i hlavní komerční zóny. V únoru 2012 zde byla odsouhlasena výstavba nejvyššího mrakodrapu v Izraeli, Eurocom Tower, o výšce 241 metrů.

## Dějiny
Město bylo založeno 2. dubna roku 1922 pionýry druhé aliji vedenými Davidem Schneidermanem. Tato skupina zakoupila 75 akrů půdy na předměstí Tel Avivu, které se později staly čtvrtí Borochov. Byla pojmenovaná po zakladateli dělnické strany Poalej Cijon Ber Borochovovi. Ke skupině se později připojilo dalších 70 rodin. Půda byla zakoupena za jejich vlastní úspory a následně byla dobrovolně předána Židovskému národnímu fondu, který v té době organizoval židovské osídlení.
V roce 1942 byla obec povýšena na místní radu (malé město). Tehdy došlo ke sloučení šesti obytných souborů do jedné obce. Šlo o čtvrti Borochov (založena roku 1922), Šenkin (1925), Kirjat Josef (1934), Rambam (1933), Arlozorov (1936) a Po'alej ha-Rakevet (1931). Poslední jmenovaná byla zřízena pro ubytování zaměstnanců železniční společnosti.
Roku 1959 získal Giv'atajim status města. Název města odkazuje na dva nevýrazné pahorky, které se tu vypínaly z jinak zcela ploché pobřežní planiny.
Archeologické výzkumy objevily v prostoru města osídlení z doby měděné (eneolit).

## Starostové
1. Šimon Ben Cvi (1941–1965)
2. Kuba Kraizman (1965–1978)
3. Jicchak Jaron (1978–1993)
4. Efi (Efrajim) Štencler (1993–2006)
5. Iris Avram, nahradil předcházejícího starostu kvůli jeho předčasné rezignaci (9. října 2006–16. ledna 2007)
6. Re'uven Ben Šachar (2007–2013)
7. Ran Kunik (2013–současnost)

## Demografie
Podle údajů z roku 2009 tvořili naprostou většinu obyvatel Židé - přibližně 51 500 osob (včetně statistické kategorie „ostatní“, která zahrnuje nearabské obyvatele židovského původu, ale bez formální příslušnosti k židovskému náboženství, přibližně 53 000 osob).
Jde o velkou obec městského typu s dlouhodobě stagnující populací. K 31. prosinci 2017 zde žilo 59 500 lidí.
| Rok  | Obyvatelé |
| ---- | --------- |
| 1948 | 9 632     |
| 1949 | 11 000    |
| 1950 | 12 000    |
| 1951 | 12 600    |
| 1952 | 14 500    |
| 1953 | 15 500    |
| 1954 | 18 200    |
| 1955 | 19 800    |
| 1956 | 23 300    |
| 1957 | 25 100    |

| Rok  | Obyvatelé |
| ---- | --------- |
| 1958 | 26 700    |
| 1959 | 28 000    |
| 1960 | 30 000    |
| 1961 | 32 300    |
| 1962 | 33 800    |
| 1963 | 35 600    |
| 1964 | 37 300    |
| 1965 | 38 800    |
| 1966 | 40 000    |
| 1967 | 40 900    |

| Rok  | Obyvatelé |
| ---- | --------- |
| 1968 | 42 100    |
| 1969 | 44 400    |
| 1970 | 46 000    |
| 1971 | 47 600    |
| 1972 | 48 500    |
| 1973 | 50 400    |
| 1974 | 50 200    |
| 1975 | 50 000    |
| 1976 | 49 900    |
| 1977 | 49 600    |

| Rok  | Obyvatelé |
| ---- | --------- |
| 1978 | 49 300    |
| 1979 | 49 300    |
| 1980 | 49 200    |
| 1981 | 48 600    |
| 1982 | 48 300    |
| 1983 | 46 700    |
| 1984 | 46 600    |
| 1985 | 46 100    |
| 1986 | 45 800    |
| 1987 | 45 900    |

| Rok  | Obyvatelé |
| ---- | --------- |
| 1988 | 45 600    |
| 1989 | 45 600    |
| 1990 | 46 600    |
| 1991 | 47 500    |
| 1992 | 47 800    |
| 1993 | 47 200    |
| 1994 | 46 500    |
| 1995 | 48 961    |
| 1996 | 48 329    |
| 1997 | 47 546    |

| Rok  | Obyvatelé |
| ---- | --------- |
| 1998 | 46 828    |
| 1999 | 46 800    |
| 2000 | 47 031    |
| 2001 | 47 270    |
| 2002 | 47 400    |
| 2003 | 47 200    |
| 2004 | 47 900    |
| 2005 | 48 700    |
| 2006 | 49 400    |
| 2007 | 49 600    |

| Rok  | Obyvatelé |
| ---- | --------- |
| 2008 | 52 100    |
| 2009 | 53 000    |
| 2010 | 54 000    |
| 2011 | 54 700    |
| 2012 | 55 700    |
| 2013 | 56 200    |
| 2014 | 56 800    |
| 2015 | 57 500    |
| 2016 | 58 500    |
| 2017 | 59 500    |

| Rok  | Obyvatelé |
| ---- | --------- |
| 2018 | 60 200    |

## Partnerská města
- Arad, Rumunsko
- Chattanooga, Tennessee, USA
- Charbin, Čína
- Vác, Maďarsko